# Canal de Serres
O Canal de Serres é uma parte da mandíbula. Encontrada no interior da mandíbula infantil, Serres observou, em 1817, a existência de outro canal independente do canal da mandíbula e denominou-o erroneamente, canal da primeira dentição, por supor que ele continha um ramo da artéria alveolar inferior, destinada à irrigação dos dentes decíduos.

## Recém-nascido
No recém-nascido, a presença do canal de Serres é constante em 100% dos casos e uma sonda muito consegue explorá-lo em toda a sua extensão. O forame de entrada situa-se póstero-inferiormente ao canal da mandíbula. Seu forame de saída (foramen mentale anterius), ausente em cerca de 20% das peças examinadas, localiza-se na face lateral da mandíbula, a igual distância da sínfise e do forame mental.
Situado abaixo do canal da mandíbula, do qual é separado por uma finíssima camada óssea, o canal de Serres tem trajeto paralelo a este, descrevendo uma suave curva de concavidade superior até seu forame terminal.

## Mandíbulas infantil
Em mandíbulas infantis, o canal de Serres está ausente em cerca de 12% dos casos e só é possível explorá-lo em seu segmento posterior, pois seu terço anterior encontra-se ossificado. Seu forame de entrada fica atrás e na mesma altura do forame da mandíbula. Seu forame de saída é mais difícil de investigar pela abundância de forames vasculares que podem mascará-lo. Nessas mandíbulas, sua direção é quase paralela ao canal dentário inferior, pelo menos em grande parte de seu trajeto, e entre ambos há uma camada de tecido ósseo esponjoso de espessura variável.

## Mandíbula do adulto
Segundo estatísticas na mandíbula do adulto o canal de Serres é identificável em 20% dos casos. Seu forame de entrada localiza-se atrás do forame da mandíbula, numa distancia de 1 a 3 mm deste.
Em raras ocasiões verificou-se a presença de seu forame terminal; nestes casos ele foi encontrado em plano inferior ao do forame mental, mais próximo da margem basilar do que da alveolar e a meia distância entre a sínfise da mandíbula e o forame mental (5% das investigações pessoais). Como na mandíbula juvenil, ele pode ser sondado até seu segmento anterior, mas em geral só e explorável em sua parte posterior.
Seu trajeto descreve uma curva mais acentuada do que nos casos precedentes, estando sempre situado abaixo do canal da mandíbula e muito perto de sua margem inferior.

## Mandíbulas senis
Em mandíbulas senis, o canal de Serres é totalmente obliterado e em raras ocasiões é possível localizar seu forame posterior, que se encontra em grandes parte ossificado.
Podemos admitir que o canal de Serres desaparece normalmente entre os 9 e 10 anos idade. No entanto, quando persiste depois dessa idade, pode-se pensar em alteração do processo de crescimento e ossificação da mandíbula (importância médico-legal).
De acordo com pesquisas confirmadas pelas de Bennejeant, no canal de Serres aloja-se uma veia.
Orst Llorca assinala que o canal tem origem do quarto ao sétimo mês de vida fetal, durante a ossificação da mandíbula e deve ser considerado um canal diplóico que aloja uma veia colateral do feixe vascular que percorre o canal da mandíbula. Atrofia-se e desaparece depois do nascimento e, de acordo com os critérios do citado autor, por volta dos 8 anos de idade não sobram mais vestígios dele.
Estudando peças anatômicas de aborígenes extintos de Mendoza(Argentina), C. Rusconi demostra a existência do canal de Serres tanto em mandíbulas juvenis quanto em adultos de diferentes idades e sexo, sintetizando assim o seu trabalho:
1. Em quase todas as mandíbulas juvenis e jovens de 1 a 12 anos normalmente está presente o canal de Serres, com seus forames de entrada e saída, com finalidade de permitir a passagem de um vaso.
2. Nos indivíduos adultos jovens, adultos e idosos dos aborígenes pré-hispânicos de Mendoza, notam-se também ambos os orifícios, porém em proporção menor, ou seja, em cerca de 10,2%. No entanto, a porcentagem se eleva para cerca de 52,6 se forem computados as mandíbulas que possuem num só dos ramos.
3. Além do orifício clássico para a artéria e o nervo alveolar inferior e do forame de Serres, distingue-se também em casos excepcionais outro forame supranumerário, situado acima do forame da mandíbula e denominado foramen dentale posterius spureum,  independente dos pequenos forames nutrícios situados no setor do forame da mandíbula.
4. A língula pode estar isolada ou bem unida por meio de uma lingüeta óssea que se prende ao lábio posterior do forame da mandíbula.
5. O sulco milo-hióideo pode ser revestido pelo osso, dando origem a um verdadeiro canal, parcial ou totalmente coberto, cuja proporção nos referidos indígenas é de 36%.

## Outras estruturas
- Processo coronóide.
- Incisura da mandíbula.
- Cabeça da mandíbula.
- Fóvea pterigóidea.